# Antepipona obesa
Antepipona obesa är en stekelart som beskrevs av Gusenleitner 1972. Antepipona obesa ingår i släktet Antepipona och familjen Eumenidae. Inga underarter finns listade i Catalogue of Life.